# Casina
Casina é uma comuna italiana da região da Emília-Romanha, província de Reggio Emilia, com cerca de 4.390 habitantes. Estende-se por uma área de 63 km², tendo uma densidade populacional de 70 hab/km². Faz fronteira com Carpineti, Castelnovo ne' Monti, Canossa, Vezzano sul Crostolo, Viano.

## Demografia
| Variação demográfica do município entre 1861 e 2011                               |
|                                                                                   |
| Fonte: Istituto Nazionale di Statistica (ISTAT) - Elaboração gráfica da Wikipedia |